# Brigitte Fuchs
Brigitte Fuchs (* 6. Februar 1951 in Widnau, Kanton St. Gallen) ist eine Schweizer Autorin und Lyrikerin.

## Werdegang
Brigitte Fuchs wuchs in Widnau im Sankt Galler Rheintal auf und absolvierte das Lehrerseminar in Rorschach. Sie arbeitete im Kanton Sankt Gallen und im Kanton Aargau als Lehrerin. Von 1979 bis 2024 lebte sie in Teufenthal, seither in Rothrist. Sie verfasst Lyrik, Kurzprosa, Aphorismen, Kindergedichte sowie sprachspielerische Texte. Ihre Texte erschienen in Zeitschriften und Anthologien und wurden teilweise in andere Sprachen übersetzt. Ausserdem gestaltete sie für die UNICEF eine Weihnachtskarten-Serie für das Jahr 2000 und 2001 eine Postkarte fürs "Netzwerk schreibender Frauen". Von 1995 bis 2003 war sie Redaktorin bei der Zeitschrift des Ex Libris-Clubs.
Brigitte Fuchs ist Mitglied von Autorinnen und Autoren der Schweiz.

## Auszeichnungen
- 1986, 1988, 1992 und 1995 Förderungsbeiträge des Aargauer Kuratoriums
- 1990 Innerschweizer Literaturpreis der SARNA Jubiläumsstiftung
- 1991 Joachim-Ringelnatz-Preis der norddeutschen Stadt Cuxhaven (1. Preis)
- 1995 Literaturpreis "Einseitig" der Universität Basel
- 1996 Preisträgerin (3. Preis) beim Lyrikwettbewerb der GEDOK-Rhein-Main-Taunus
- 1999 Werkbeitrag des Aargauer Kuratoriums
- 2000 Erster Förderpreis der Stadt Meran beim Lyrikpreis Meran
- 2003 Zweiter Preis beim Rilke-Festival, Sierre, für den Band "Solange ihr Knie wippt"
- 2005 Preisträgerin beim Berner Lyrikwettbewerb mit dem Gedicht "Gastspiel" (3. Preis)
- 2006 Werkbeitrag des Aargauer Kuratoriums
- 2007 Dritter Preis beim orte-Lyrikwettbewerb
- 2008 Dritter Preis beim Wettbewerb für Postkarten-Texte der Schreibszene.ch
- 2010 Erster Preis beim Anagramm-Wettbewerb im Rahmen von "LUZERN BUCHT"
- 2012 Werkbeitrag des Aargauer Kuratoriums
- 2015 Gedicht "Landläufiges" wurde von einer internationalen Jury ausgewählt für "Poetische Schweiz No 2"
- 2016 unter den Preisträgern (5.–10. Rang) beim Aphorismenwettbewerb des Fördervereins DAphA Deutsches Aphorismus-Archiv Hattingen
- 2017 Werkbeitrag des Aargauer Kuratoriums

## Werke (Auswahl)
- An und für sich, Glendyn-Verlag, Aarau 1986
- Herzschlagzeilen, Gedichte, Glendyn-Verlag, Aarau 1989, ISBN 3-906337-08-1
- Das Blaue vom Himmel oder ich lebe jetzt, Gedichte, Glendyn Verlag, Aarau 1993
- Suchbild mit Garten, Gedichte, Verlag Kukuruz, Lüchingen 1998
- Verschiebungen, Texte zu Holzschnitten von Ruedi Küenzi, Atelier Wissmann, Uster 2000
- Solange ihr Knie wippt, Gedichte, Edition 8, Zürich 2002, ISBN 3-85990-041-2
- Salto wortale – Sprachliche Kapriolen, illustriert von Beat Hofer, Edition 8, Zürich 2006 und Neuausgabe 2011, ISBN 978-3-85990-110-0
- Handbuch des Fliegens, Gedichte, Edition 8, Zürich 2008, ISBN 978-3-85990-128-5
- Himmel. Nochmal. Sätze zur Welt und darüber hinaus. Aphorismen und Fotos, Epubli, Berlin 2011, ISBN 978-3-8442-0750-7
- Es tanzt der Stein, Edition 8, Zürich 2014, ISBN 978-3-85990-223-7
- Tiermal4. Lustiges und Listiges für kleine und grosse Tierfreunde, mit Beat Hofer, Selbstverlag, Teufenthal 2014, ISBN 978-3-033-04381-7
- Musik von weit her, Gedichte, Edition 8, Zürich 2020, ISBN 978-3-85990-394-4